# Giù le mani dalle nostre figlie
Giù le mani dalle nostre figlie (Blockers) è un film del 2018 diretto da Kay Cannon.
La pellicola è una commedia di produzione statunitense con protagonisti Leslie Mann, Ike Barinholtz e John Cena.

## Trama
La madre single Lisa Decker lascia la sua giovane figlia, Julie, per il suo primo giorno di scuola materna. Guarda mentre Julie è raggiunta da altre due bambine, Kayla e Sam. Il padre di Kayla Mitchell e il padre di Sam Hunter si presentano e diventano amici intimi dopo aver visto il legame tra i loro figli.
Dodici anni dopo, Julie condivide con Kayla e Sam che intende perdere la verginità con il suo fidanzato Austin al ballo. Anche Kayla si impegna a farlo, anche se su base casuale con il suo compagno di laboratorio, Connor. Sam, che è lesbica ma non ha ancora fatto coming out, si unisce al patto pur di non rimanere esclusa e consolidare il legame con le sue due migliori amiche. Va al ballo con l'innocuo Chad.
Lisa organizza un pre-party per genitori e figli. Le ragazze si dirigono quindi al ballo di fine anno, scambiandosi messaggi sul patto sessuale. I tre genitori leggono i messaggi dal portatile che Julie ha scordato acceso. Hunter decifra i loro codici emoji e i tre si rendono conto del patto delle ragazze. Lisa e Mitchell si affrettano a fermare le loro figlie, ma Hunter cerca di impedirglielo. Hunter condivide la sua intuizione che Sam è gay, ma alla prima festa la vede costringersi a baciare Chad. Volendo proteggere Sam dal fare qualcosa che non vuole fare, si unisce alla crociata di Lisa e Mitchell.
Avendo detto che l'after party sarebbe stato a casa di Austin, i genitori vanno lì. Invece, trovano i genitori di Austin, Ron e Cathy, impegnati in giochi sessuali. Dopo alcuni momenti imbarazzanti, Ron rivela che l'after party è in una casa sul lago, ma si rifiuta di fornire l'indirizzo. Il trio si rende conto che la moglie di Mitchell, Marcie, potrebbe averlo e torna a casa sua. Contro i desideri di Marcie, che difende i diritti della figlia, i tre recuperano l'indirizzo.
Mentre seguono le ragazze da una festa all'altra, diventa chiaro che ogni genitore ha la propria motivazione. Mitchell è iperprotettivo e nega la crescita di sua figlia. Hunter si sente in colpa per aver trascurato Sam durante la sua amara separazione da sua madre, che lo tradiva. Lisa sta lottando per lasciar andare la sua unica figlia, ed è offesa dai piani di Julie di andare nella lontana UCLA.
Sapendo che Austin scriveva costantemente al padre Ron, i genitori tornano a casa sua con l'intenzione di prendere il telefono. Dopo aver fatto irruzione in casa ed aver trovato la coppia nuovamente impegnata in giochi sessuali. I due sono bendati e Hunter e Mitchell riescono così a rubare il telefono di Ron. I messaggi rivelano che le ragazze sono in un hotel.
All'hotel, un'ubriaca Sam va a letto con Chad, ma decide che non vuole fare sesso, anche se gli fa una sega. Kayla e Connor se ne vanno insieme, ma anche lei cambia idea quando si rende conto del suo atteggiamento irriverente verso la sua verginità, e limitano il loro sesso a Connor che si esibisce in cunnilingus per Kayla.
Quando Mitch trova Kayla con Connor, la ragazza inizialmente è furiosa, ma alla fine è intenerita dalle buone intenzioni di suo padre e i due si riconciliano. Hunter trova Sam e anche loro fanno pace. Sam fa ufficialmente coming out con Hunter che è profondamente commosso di essere la prima persona a cui la figlia ha detto di essere lesbica. Lisa si intrufola nella stanza di Julie e Austin e, rendendosi conto di quanto i due si amano davvero, va via inosservata, lasciandoli soli.
I tre adulti riconoscono che questa esperienza ha rafforzato la loro amicizia. Anche le loro figlie sono più unite e Sam riesce a fare coming out anche con loro. Julie e Kayka sono contente e lasciano l'amica con la sua cotta, Angelica, che condivide un bacio romantico con lei.
Tre mesi dopo, Sam e Kayla vanno con Julie in California. Mentre si allontanano in auto, Lisa inizia a ricevere il testo della chat di gruppo delle ragazze, piena di piani per assumere droghe e fare sesso senza preservativo. Mentre i tre genitori corrono verso la macchina, le ragazze scrivono che era uno scherzo e un finale "vi vogliamo bene" per loro.
In una scena a metà dei titoli di coda, Mitchell e Marcie stanno giocando il gioco del sesso bendato che i genitori di Austin avevano giocato in precedenza - solo per essere scoperti da una Kayla scioccata.

## Produzione
Gran parte delle riprese sono state svolte ad Atlanta, e sono iniziate il 2 maggio 2017. Il film segna il debutto alla regia della sceneggiatrice Kay Cannon.

## Distribuzione
È stato presentato in anteprima al South by Southwest il 10 marzo 2018. La pellicola è stata distribuita nelle sale cinematografiche statunitensi il 6 aprile 2018, e in quelle italiane il 17 maggio dello stesso anno, dalla Universal Pictures.

## Accoglienza
A livello mondiale il film ha incassato 94 milioni di dollari, di cui 60,3 tra Stati Uniti e Canada.

### Critica
Il film è stato ben accolto dalla critica. Sul sito Rotten Tomatoes ha ottenuto l'87% delle recensioni professionali positive con un voto medio di 6,9 su 10, basato su 55 critiche.